# Križevci (Gornji Petrovci)
Križevci (ungarisch Tótkeresztúr, deutsch Heilig Kreuz) ist ein Dorf und ein Ortsteil der Gemeinde Gornji Petrovci in Goričko, dem hügeligen Teil der historischen Region Prekmurje in Slowenien.

## Geografie

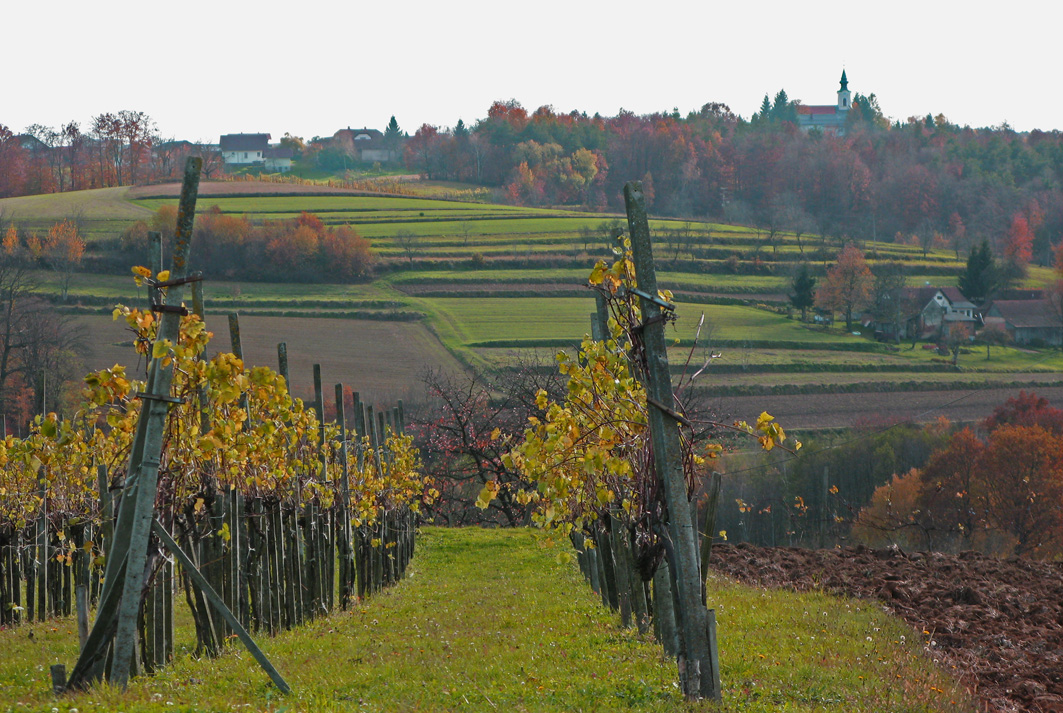
Križevci (Goričko)

Der Ort nimmt den mittleren Teil der nördlichen Region des Hügel- und Grabenlandes von Goričko ein. Die weitverstreute Siedlung umfasst das gesamte Quellgebiet des Flüsschens der Mala (kleinen) Krka und verteilt sich über fünf Hügel und vier Bachniederungen. Das Dorf liegt ca. 3 km südlich des Gemeindezentrums von Gornji Petrovci und ist über die Hauptstraße 355, Murska Sobota – Hodoš, leicht zu erreichen. Auf dem Hügel Vrej (350 m) hat sich um die evangelische Pfarrkirche ein kleines Zentrum gebildet. Von hier kann fast die gesamte Dorfgemarkung eingesehen werden mit ihrer abwechslungsreichen Flur von Mischwäldern, Äckern, Wiesen, Weingärten und Obstplantagen.
Die einzelnen Ansammlungen der Gehöfte und Siedlungsgruppen tragen alte Flurnamen. Die interessantesten und wissenswertesten sind: Pečajni, Gergarovi, Novakovi, Vogrinkina sera, Židovska sera, Šoštarna sera, Casarni, Askini, Gorenji Konec, Ovčekovi, Kovcin breg, Vrej, Zlak, Vučki dol und Rapčin breg.
Zu Beginn des 20. Jahrhunderts war Križevci die bevölkerungsreichste Ortschaft von Goričko, seit dem Zweiten Weltkrieg ist die Einwohnerzahl der Siedlung auf Grund schlechter Arbeitsbedingungen und der Abgelegenheit des Ortes stark rückläufig.

## Geschichte
Der Ort wird im Jahre 1405 erstmals urkundlich als „Kerezthwr“ genannt, gleichzeitig wird auch ein „Mykola de Kerezthwr“ erwähnt, ein kleiner Dorfadeliger oder freier Bauer. 1444 „Ladislaus de Keresthwr“, 1564 „Olah de Kerezthwr“, 1483 „Ladislaus de Keresthwr“ und 1500 „Stephani Megyesfy de Kerezthwr“.
In einem Visitationsprotokoll der Diözese Győr/Raab ist für das Jahr 1698 der Ortsname Totkeresztur dokumentiert, außerdem ist festgehalten, dass die Filialkirche Hl. Kreuz der Pfarrkirche St. Benedikt (Ortschaft Kančevci) zugeordnet war.
Im Jahre 1781 erließ Kaiser Joseph II. das Toleranzpatent, daraufhin konnte schon zwei Jahre später die neu gegründete evangelische Kirchengemeinde Križevci als Pfarrmittelpunkt für 21 Siedlungen in Goričko die Seelsorgetätigkeit aufnehmen. Die neue evangelische Pfarrkirche auf dem Hügel Vrej wurde im Jahre 1785 eingeweiht und 1790 zählte die evangelische Pfarre Križevci schon 3888 Gläubige. Um das Jahr 1872 wurde die alte, vormals katholische Kirche Hl. Kreuz abgetragen und der um sie herum angelegte Friedhof aufgelassen. Die Kirche lag auf der linken Seite der Mala Krka an einer Straßenkreuzung unterhalb der kleinen Anhöhe Židovska sera.
Im Jahre 1890 wird das Dorf amtlich Tótkeresztúr bezeichnet und hatte 929 Einwohner, davon bekannten sich 902 als Slowenen, 20 als Ungarn und 7 als Deutsche. Der Ort gehörte zum Bezirk Muraszombat (heute Murska Sobota) und lag im ungarischen Komitat Vas/Eisenburg.
Der Vertrag von Trianon schlug das Dorf dem Königreich SHS zu. Für den nun amtlich Križevci genannten Ort wurden bei der Volkszählung am 31. Januar 1921 folgende Daten ermittelt: 1090 Slowenen, 21 Ungarn, 3 Deutsche, 3 anderer Ethnie, von diesen 1117 Bewohnern bekannten sich 28 zum katholischen und 1080 zum evangelischen Glauben, außerdem wurden gezählt: 2 Calvinisten, 5 Juden und 2 Andersgläubige.
Bei der Volkszählung im Jahre 1931 wurden 971 Einwohner ermittelt, im Jahre 1961 waren es noch 780 und für das Jahr 1971 sind folgende Zahlen bekannt: 780 Einwohner, 206 Häuser, 211 Haushalte und 649 Dorfbewohner, die ausschließlich von landwirtschaftlichen Einkünften leben. Im Jahre 1991 waren noch 507 Einwohner ansässig und im Jahr 2002 lebten nur noch 437 Menschen in dieser abgelegenen Ortschaft.

## Persönlichkeiten
- Milan Kučan (* 14. Januar 1941 in Križevci), slowenischer Politiker und Staatsmann; er war von 1991 bis 2002 der erste Staatspräsident der Republik Slowenien und ist mit Štefka Kučan verheiratet.
- Viljem Kerčmar (* 10. Juli 1951 in Križevci), Theologe und Autor.
- Dušan Škedl (* 9. März 1924 in Križevci), slowenischer Publizist und Schauspieler.